# Doryctes samoanus
Doryctes samoanus är en stekelart som beskrevs av David Timmins Fullaway 1940. 
Doryctes samoanus ingår i släktet Doryctes och familjen bracksteklar. Inga underarter finns listade i Catalogue of Life.